# Vila Maria
Vila Maria är en kommun i Brasilien.   Den ligger i delstaten Rio Grande do Sul, i den södra delen av landet, 1 500 km söder om huvudstaden Brasília. Antalet invånare är 4 221.
Omgivningarna runt Vila Maria är en mosaik av jordbruksmark och naturlig växtlighet. Runt Vila Maria är det glesbefolkat, med 20 invånare per kvadratkilometer.